# Tivaouane Diacksao
Tivaouane Diacksao est l'une des 16 communes d'arrondissement de la ville de Pikine (Sénégal). Située à l'entrée de la presqu'île du Cap-Vert, à l'est de Dakar, elle fait partie de l'arrondissement de Thiaroye.
Elle a été créée en 1996.